# فال كيلمر
فال إدوارد كيلمر (بالإنجليزية: Val Kilmer)  (31 ديسمبر 1959-1 أبريل 2025) هو ممثل أمريكي. في الأصل ممثل مسرحي، أصبح كيلمر مشهورا في منتصف 1980 بعد سلسلة من الظهور في أفلام الكوميديا، بدءا سرية للغاية ! (1984)، ثم عبادة الكلاسيكية عبقري حقيقى (1985)، وكذلك عمل أفلام الحركة الرائجة، بما في ذلك دور في توب غان وقام بدور قيادي في الصفصاف.
خلال 1990، اكتسب كيلمر احترام النقاد بعد سلسلة من الأفلام التي كانت ناجحة تجاريا أيضا، بما في ذلك أدواره كجيم موريسون في الأبواب، الدكتور هوليداي في عام 1993 وتومبستون، وباتمان  في عام 1995 في باتمان للأبد، وكريس شيرليز في عام 1995 الحرارة وسيمون تمبلر في عام 1997 في سانت. في أوائل 2000، ظهر كيلمر في أدوار عديدة جيدة، بما في ذلك بحر سالتون، المتقشف، وأدوار مساندة في قبلة قبلة فرقعة فرقعة، الكسندر، وكصوت كيت في نايت رايدر(الفارس الراكب)

## الوفاة
توفي فال كيلمر يوم 1 أبريل 2025 في لوس أنجلوس بسبب ذات الرئة، عن خمسةٍ وستين عامًا.

## الأعمال

### أفلام
| السنة | العنوان                    | الدور                                   |
| ----- | -------------------------- | --------------------------------------- |
| 1986  | توب غان                    | الملازم توم كازانسكي / آيس مان          |
| 1988  | الصفصاف                    | مادمارتيغان                             |
| 1992  | ثندرهارت                   | عميل مكتب التحقيقات الفيدرالي راي ليفوي |
| 1993  | تومبستون                   | دوك هوليداي                             |
| 1993  | رومانسية حقيقية            | إلفيس بريسلي                            |
| 1995  | باتمان للأبد               | بروس واين / باتمان                      |
| 1995  | حرارة                      | كريس شيهيرليس                           |
| 1996  | جزيرة الدكتور مورو         | الدكتور مونتغمري                        |
| 1996  | الشبح والظلام              | العقيد جون هنري باترسون                 |
| 1998  | أمير مصر                   | موسى / الرب                             |
| 1999  | جو الملك                   | بوب هنري                                |
| 2000  | بولوك                      | ويليم دي كونينغ                         |
| 2003  | المفقودين                  | الملازم جيم دوشارم                      |
| 2004  | الإسكندر                   | فيليب الثاني المقدوني                   |
| 2006  | العاشر والذئب              | مورثا                                   |
| 2006  | لعبت                       | ديلون                                   |
| 2006  | ديجا فو                    | العميل بول بريزوارا                     |
| 2008  | غورو الحب                  | فال كيلمر                               |
| 2009  | الذوبان                    | الدكتور ديفيد كرويبن                    |
| 2009  | الملازم السيئ ميناء الدعوة | المحقق ستيفي برويت                      |
| 2011  | كيل ذا أيريشمان            | المحقق جو مانديتسكي / الراوي            |
| 2011  | 5 أيام من الحرب            | صحفي هولندي                             |
| 2011  | تويكست                     | هال بالتيمور                            |
| 2013  | طائرات                     | برافو                                   |
| 2017  | رجل الثلج                  | غيرت رافتو                              |
| 2022  | توب غان: مافريك            | الأدميرال توم كازانسكي / آيس مان        |

## وصلات خارجية
- الموقع الرسمي
- فال كيلمر على موقع IMDb (الإنجليزية)
- فال كيلمر على موقع ميتاكريتيك (الإنجليزية)
- فال كيلمر على موقع روتن توميتوز (الإنجليزية)
- فال كيلمر على موقع مونزينجر (الألمانية)
- فال كيلمر على موقع قاعدة بيانات الأفلام العربية
- فال كيلمر على موقع ألو سيني (الفرنسية)
- فال كيلمر على موقع ميوزك برينز (الإنجليزية)
- فال كيلمر على موقع تيرنر كلاسيك موفيز (الإنجليزية)
- فال كيلمر على موقع أول موفي (الإنجليزية)
- فال كيلمر على موقع بوكس أوفيس موجو (الإنجليزية)